# میشله باپتیست
میشله باپتیست (انگلیسی: Michelle Baptiste؛ زادهٔ ۲۷ اوت ۱۹۷۷) دونده زن رشته پرش طول اهل سنت لوسیا است که در مسابقات بین‌المللی در مجموع برنده ۱ مدال طلا، ۱ مدال نقره و ۲ مدال برنز شد.